# Carl Gustaf Mosander
Carl Gustaf Mosander (n. 10 septembrie 1797 - d. 15 octombrie 1858) a fost un chimist și mineralog suedez care a descoperit elementele lantan, erbiu și terbiu. A fost ales membru al Academiei Regale Suedeze de Științe în 1833.